# Night Monster
Pour plus de détails, voir Fiche technique et Distribution.
Night Monster est un film américain réalisé par Ford Beebe, sorti en 1942.

## Synopsis
Dans une petite ville située en bordure d'une région marécageuse, des meurtres inexpliqués et des rumeurs d'événements mystérieux entourent la maison de Curt Ingston, un homme reclus mais respecté. Ingston se déplace en fauteuil roulant et a invité chez lui les trois médecins qui tentaient de le guérir lorsque sa paralysie s'est installée. La maison compte déjà son majordome à l'humour sinistre, Rolf, un chauffeur lubrique, Lawrie, une gouvernante masculine, Miss Judd, un mystique oriental, Agar Singh, et la sœur d'Ingston, Margaret, qui souffrirait de troubles mentaux. A l'extérieur, la porte est surveillée par un vieux bossu ratatiné appelé Torque.
L'arrivée des trois médecins coïncide avec celle d'une psychiatre, le Dr Lynn Harper, convoquée secrètement par Margaret pour prouver qu'elle n'est pas folle et l'aider à se libérer de l'emprise d'Ingston et de Mlle Judd. Elle arrive accompagnée d'un voisin : l'auteur de romans policiers Dick Baldwin, qui l'a secourue après que sa voiture soit tombée en panne dans le marais. Ni Ingston ni Mlle Judd n'apprécient sa présence mais ils doivent la garder pour la nuit jusqu'à ce que sa voiture soit réparée.
Après le dîner, au cours duquel la conviction d'Ingston que les trois médecins sont directement responsables de son état actuel devient évidente, le groupe assiste à une exposition devoilement d'un squelette égyptien par Agar Singh. Entre-temps, le Dr Harper se voit interdite de rencontrer Margaret, puis, l'un après l'autre, les médecins sont effroyablement tués alors qu'ils se préparent à aller se coucher. Suspectant Ingston, Dick et le capitaine de police Beggs l'affrontent dans sa chambre mais découvrent qu'il n'est pas paralysé mais quadruple amputé. Les soupçons se portent alors sur Lawrie, qui a été vu pour la dernière fois en train de reconduire en ville un ex-employé assassiné de la maison mais lui aussi est retrouvé mort.
Finalement, Dick affronte le tueur à l'extérieur de la propriété alors qu'il menace Lynn et découvre qu'il s'agit en fait d'Ingston. Ce dernier expliqué qu'après étudier auprès d'Agar Singh, il a appris à se matérialiser des bras et des jambes, des mains et des pieds, suffisamment longtemps pour accomplir ses mauvaises actions. Alors que Dick lutte contre lui jusqu'à la mort, Margaret met le feu à la maison impie, se suicidant en emportant avec elle la malveillante Miss Judd.
Tandis que la maison brûle, Dick et Lynn sont sauvés par Agar Singh, lorsque ce dernier tire sur Ingston.

## Fiche technique
- Titre : Night Monster
- Réalisation : Ford Beebe
- Scénario : Clarence Upson Young
- Photographie : Charles Van Enger
- Pays d'origine : États-Unis
- Format : Noir et blanc - 1,37:1 - Mono
- Genre : horreur
- Durée : 73 minutes
- Date de sortie : 
  - États-Unis : 20 octobre 1942

## Distribution
- Bela Lugosi : Rolf
- Lionel Atwill : Dr. King
- Leif Erickson : Laurie
- Irene Hervey : Dr. Lynn Harper
- Ralph Morgan : Kurt Ingston
- Don Porter : Dick Baldwin
- Nils Asther : Agor Singh
- Fay Helm : Margaret Ingston
- Frank Reicher : Dr. Timmons
- Doris Lloyd : Sarah Judd
- Francis Pierlot : Dr. Phipps
- Eddy Waller : Jed Harmon
- Cyril Delevanti : Torque
- Robert Homans : le policier Cap Beggs